# Hartenkoningin (personage)

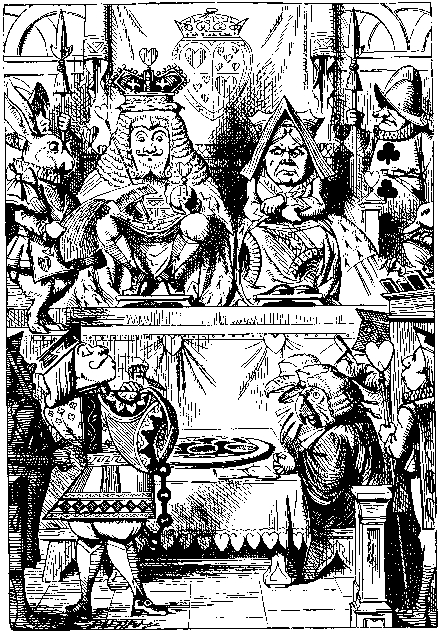
Illustratie uit het boek Alice's Adventures in Wonderland uit 1865 van Lewis Carroll van de hand van tekenaar John Tenniel

De hartenkoningin (in het Engels: Queen of Hearts) is een personage oorspronkelijk uit het boek Alice's Adventures in Wonderland van Lewis Carroll. De hartenkoningin is een lichtgeraakte monarch die niet aarzelt het doodvonnis uit te spreken bij de minste overtreding.  Een van haar bekendste catchphrases is "Off with his/her head!" / "Off with their heads!" waarbij ze iemand of een hele groep tot onthoofding veroordeelt.
De Hartenkoningin verschijnt onder andere in de volgende media:
- De Disney-animatiefilm Alice in Wonderland uit 1951, waarin ze werd ingesproken door Verna Felton in de originele en Marie Hamel in de Nederlandse versie.
- De Dinsey-film Alice in Wonderland uit 2010 van Tim Burton, waarin ze werd gespeeld door Helena Bonham Carter en in de Nederlandse versie ingesproken door Hadewych Minis.
- De Disney-film Alice Through the Looking Glass uit 2016 van James Bobin (de vervolg van film op Alice in Wonderland), waarin Helena Bonham Carter weer terugkeerde in de rol.